# فرودگاه آبی فیتزجرالد (فورت اسمیت)
فرودگاه آبی فیتزجرالد (فورت اسمیت) (به انگلیسی: Fitzgerald (Fort Smith) Water Aerodrome) یک فرودگاه همگانی است . این فرودگاه در کشور کانادا قرار دارد و در ارتفاع ۲۰۸ متری از سطح دریا واقع شده است.